# Altenschwand (Bodenwöhr)
Altenschwand ist ein Ortsteil der Gemeinde Bodenwöhr im südlichen Landkreis Schwandorf im bayerischen Regierungsbezirk der Oberpfalz.

## Geografie
Altenschwand liegt im Osten von Bayern in der Oberpfalz, ein Kilometer nördlich der Bundesstraße 85, die von Schwandorf nach Cham führt.

## Geschichte
Der Ort entstand aus einer Rodung im 11. Jahrhundert. Die Namensendung „-schwand“ von mittelhochdeutsch swenden als Rodungsname deutet auf Schwendbau, eine im 11. Jahrhundert verbreitete Form des Feldbaus hin. Unter der Bezeichnung Swantt tauchte der Name 1031 als Besitz im Güterverzeichnis des Regensburger Benediktinerklosters St. Emmeram auf. Bei dieser Aufzeichnung handelt es sich um einen Rotulus, der urbarielle Eintragungen des Klosters enthält. Man konnte das Original, das bis zum Ausbruch des Zweiten Weltkrieges im Bayerischen Hauptstaatsarchiv in München verwahrt wurde, nicht mehr auffinden. Doch eine Abschrift des Schriftstückes aus dem Jahre 1921 liegt noch vor, sodass die Güterbeschreibung unter dem Abt Burkhard von St. Emmeram erhalten blieb. 1035 ist Suuant ohne Zweifel in der Mark Nabburg anzusiedeln. Um 1150 schenkte Siegfried von Pettendorf eine Besitzung zu Swante (Alten- und Neuenschwand) an das Kloster Ensdorf. In der ersten Hälfte des 11. Jahrhunderts besaß das Kloster Sankt Emmeram den locus Suuant (schwenden = urbar machen) in dieser Gegend. Nach dem Tode des Pettendorfers Friedrich III. († um 1119) übergab dessen Schwiegersohn Otto von Wittelsbach dem Bamberger Bischof Otto I. diese Besitzungen zur Gründung eines Klosters in Ensdorf. Dieses Kloster wurde von Bischof Otto auch mit Teilen des Reichsforstes ausgestattet, den Kaiser Heinrich II. dem Bistum Bamberg geschenkt hatte. Anfang des 13. Jahrhunderts hat ein Seyfridus de Pettendorf dem Kloster Ensdorf das prädium Swante übergeben 1210 erscheint in einer Urkunde des Klosters Ensdorf ein Fridericus de Swante als Zeuge und vermutlich als Ministeriale der Herren von Pettendorf. 1306 besaß auch das Kloster Reichenbach am Regen eine curia in Swantt. 1370 verfügte Eberhard der Hofer über den Sitz Swantt (= Altenschwand). Ihm folgt Anfang des 15. Jahrhunderts ein Peter Urssenpeck auf der Veste Schwandt nach. Dieser überließ den Sitz leihweise seinem Schwiegersohn Ulrich Hawczendorffer. Nach dessen Tod war hier wieder der Peter Urssenpeck ansässig.

### Alten- und Neuenschwand
Eine Unterscheidung in Alten- und Neuenschwand wird erstmals in dem Regensburger Pfarrverzeichnis von 1438 getroffen. Am 19. April 1448 veräußern Peter Urssenpeck, sein Sohn Jörg und seine Tochter Anna die Veste Allten Geswant mit allen Pertinenzen dem Schwandorfer Pfleger Hanns Vingerlein. Dieser vererbt den Sitz seinem Sohn Georg, der zwischen 1518 und 1522 mit Altenschwand immatrikuliert wird. Dessen Sohn Sebastian veräußert den Besitz an den Bernhard Stöckel zu Eslarn. Bei dieser Besitzübergabe ist ein genaues Verzeichnis über alle mit der Veste verbundenen Einnahmen gemacht worden. Am 3. April 1536 ging die Feste an Jobst von Thondorff über, der sie aber bereits sechs Monate an Kurfürst Ludwig V. und Pfalzgraf Friedrich verkauft. Seit dieser Zeit gehörte Altenschwand zu dem pfälzischen Amt Neunburg vorm Wald. Der Großteil des Dorfes Neuenschwand war aber nach Bodenstein zinspflichtig und folgt in der Besitzgeschichte dem Schloss Bodenstein. Die Vogtei über Neuenschwand war ein Lehen des Klosters St. Emmeram und wurde als solches bis zur Säkularisation 1803 vergeben.

### Gemeindebildung
1820/21 entstand die Gemeinde Altenschwand mit 24 Familien. Zur Gemeinde Altenschwand gehörten Warmersdorf mit fünf Familien, der Weiler Meldau mit vier Familien und die Einöde Mappenberg mit zwei Familien.

## Einwohnerentwicklung
Einwohnerentwicklung in der Gemeinde Altenschwand von 1840 bis 1975:
| Jahr      | 1840 | 1861 | 1867 | 1871 | 1890 | 1900 | 1910 | 1919 | 1933 | 1939 | 1946 | 1950 | 1961 | 1975 |
| Einwohner | 303  | 313  | 345  | 357  | 311  | 377  | 314  | 407  | 430  | 480  | 678  | 636  | 575  | 625  |

Am 1. Mai 1978 wurde die Gemeinde Altenschwand (Altenschwand Dorf, Altenschwand Weiler, Mappenberg (teilweise) und Warmersdorf) in die Gemeinde Bodenwöhr eingegliedert; die Ortsteile Meldau und Mappenberg (teilweise) wurden Teil der Gemeinde Wackersdorf. Bodenwöhr gehörte bis 1921 zur eigenständigen Gemeinde Neuenschwand. 1921 änderte sich die Bezeichnung „Gemeinde Neuenschwand“ in „Gemeinde Bodenwöhr“.

## Burg Altenschwand
Die Veste Altenschwand befand sich in der Ortsmitte von Altenschwand bei der Filialkirche St. Nikolaus. Aufgehendes Mauerwerk ist nicht mehr vorhanden. Die Burgstelle ist als Bodendenkmal Nummer D-3-6739-0002: „Mittelalterlicher Burgstall“ geschützt. Unmittelbar östlich schließt sich zwischen diesem Denkmal und der Kreisstraße SAD 18 ein weiteres Bodendenkmal mit der Nummer D-3-6739-0003: „Verebneter mittelalterlicher Turmhügel“ an.

## Sehenswürdigkeiten
- Kirche St. Nikolaus

Siehe auch: Liste der Baudenkmäler in Altenschwand

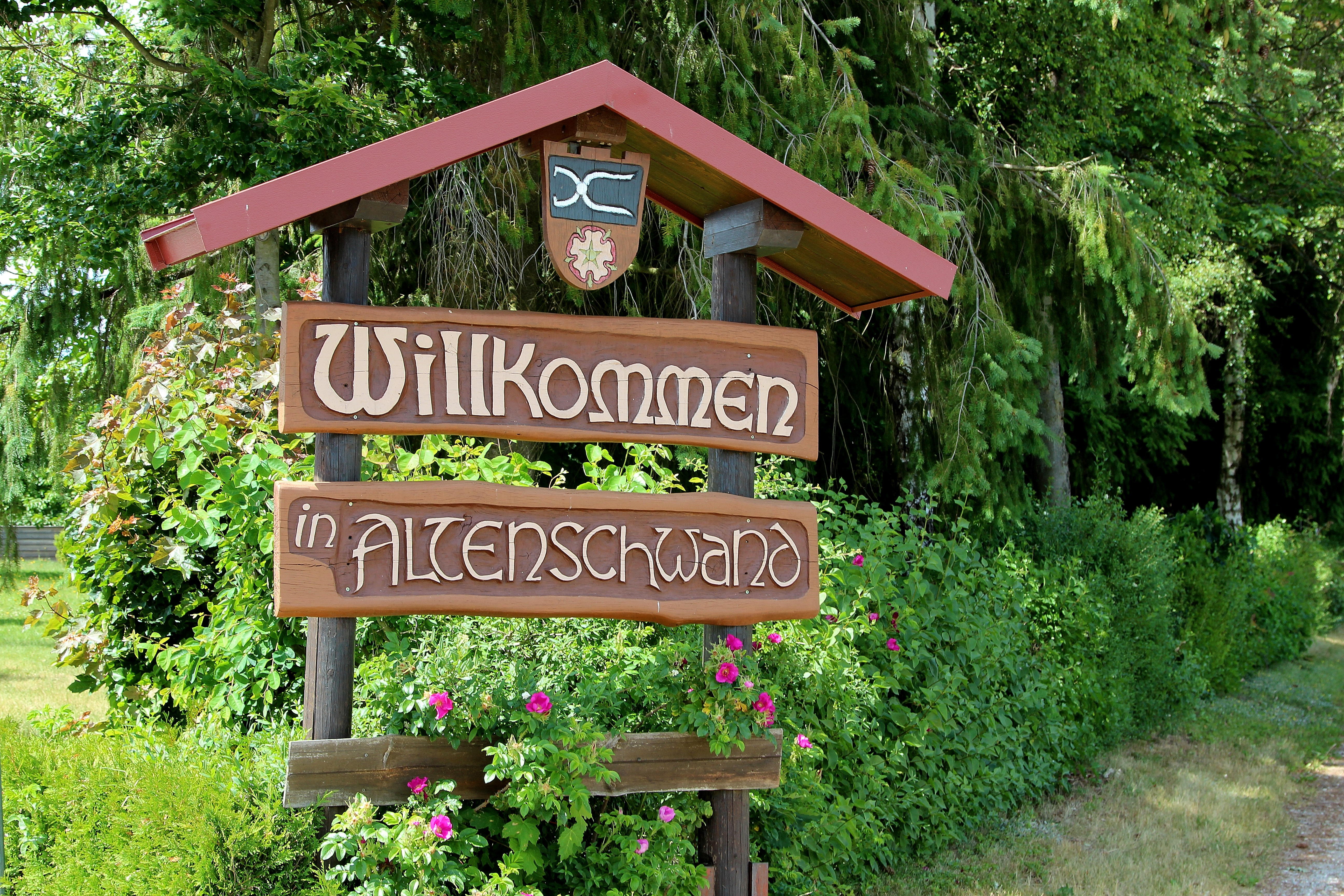
Altenschwand (2017)
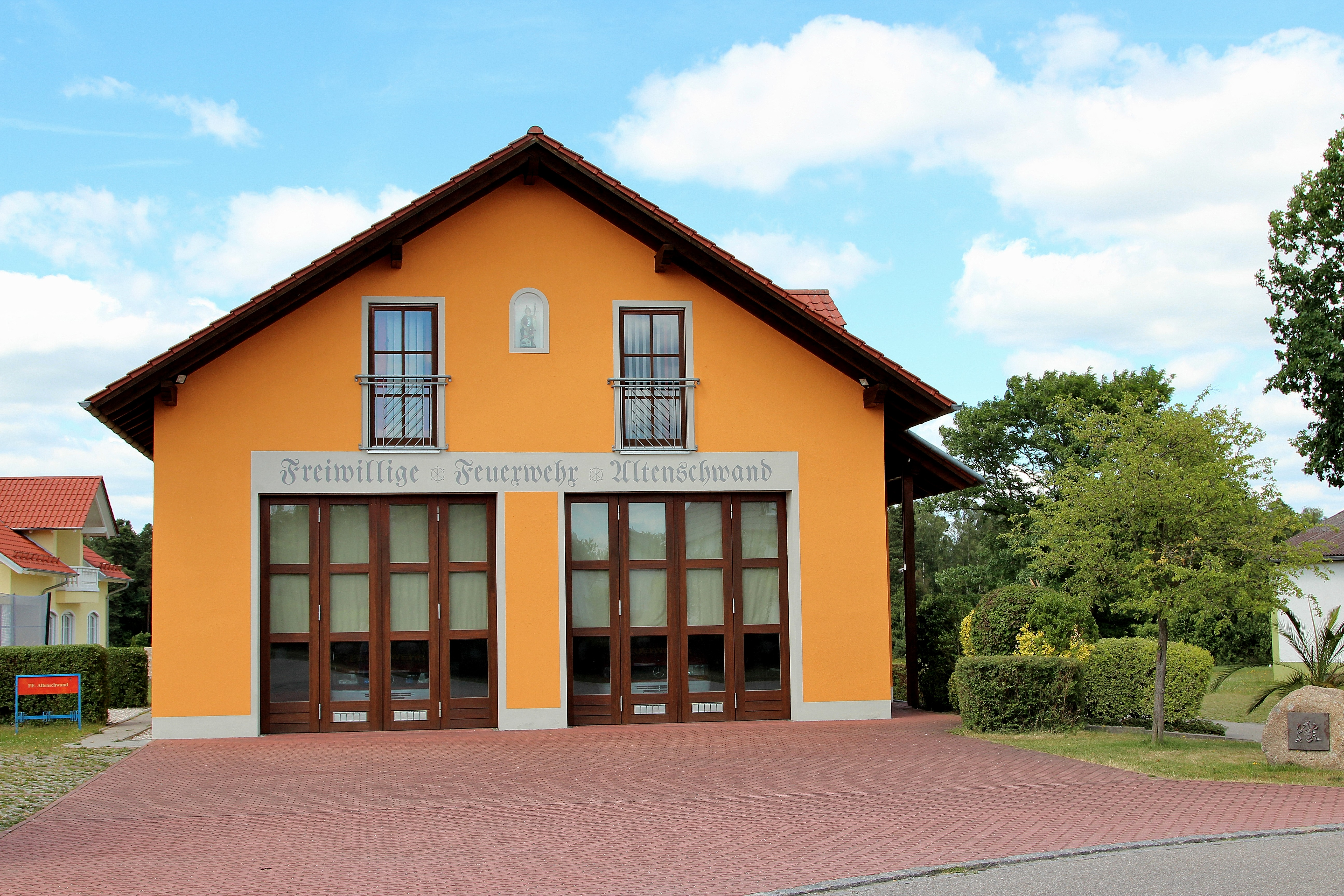
Feuerwehrhaus (2017)
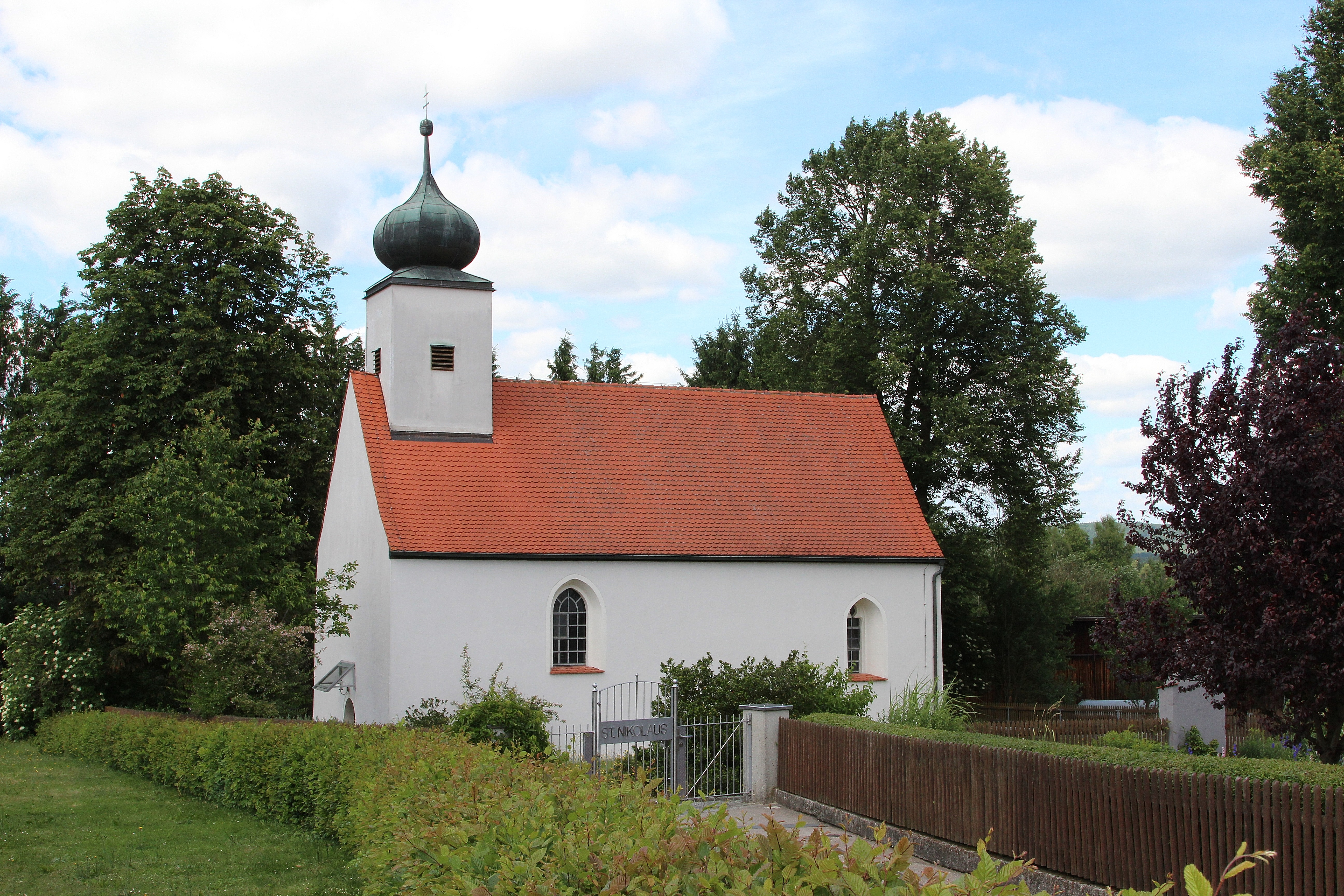
St. Nikolaus (2017)
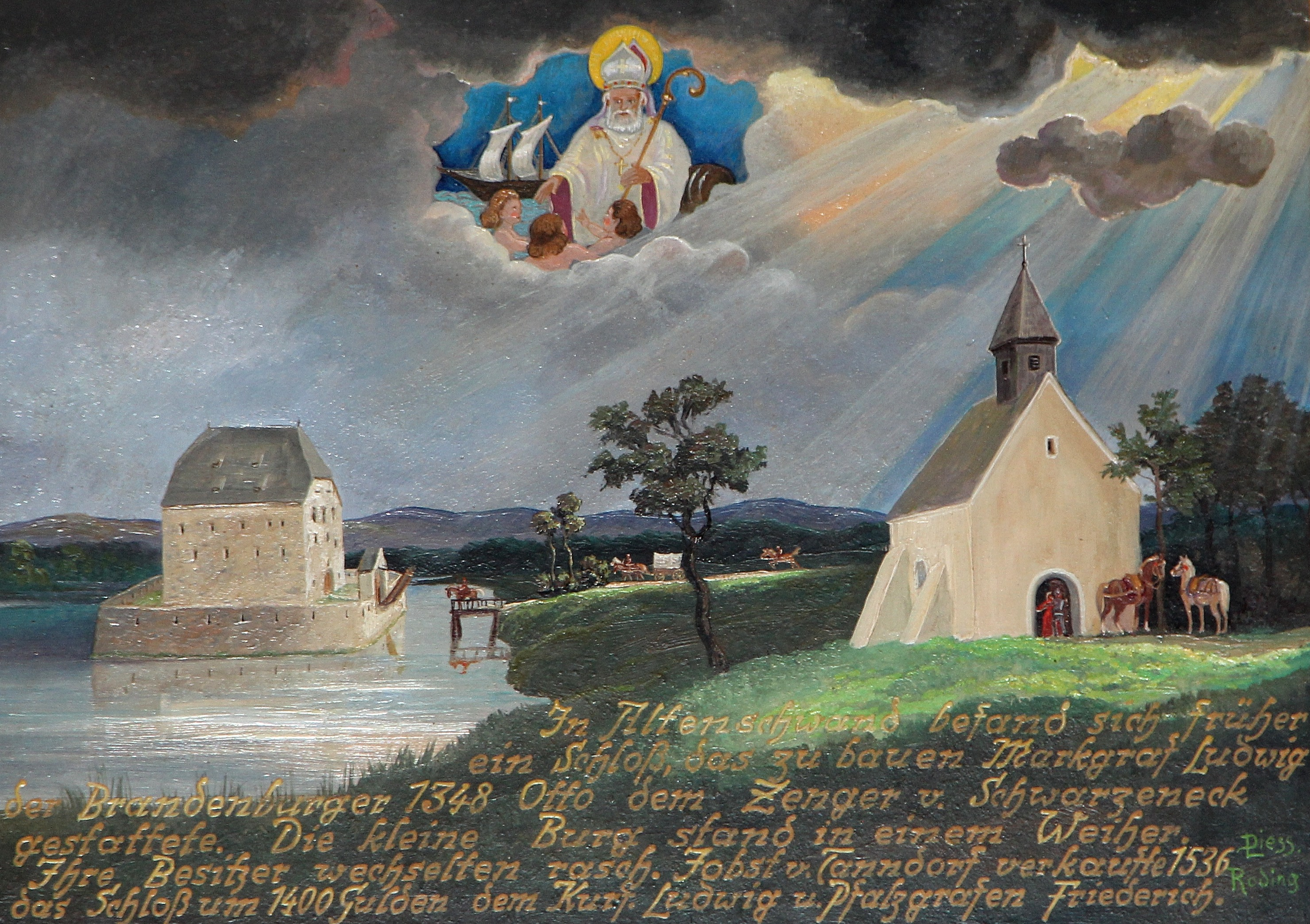
Schloss Altenschwand
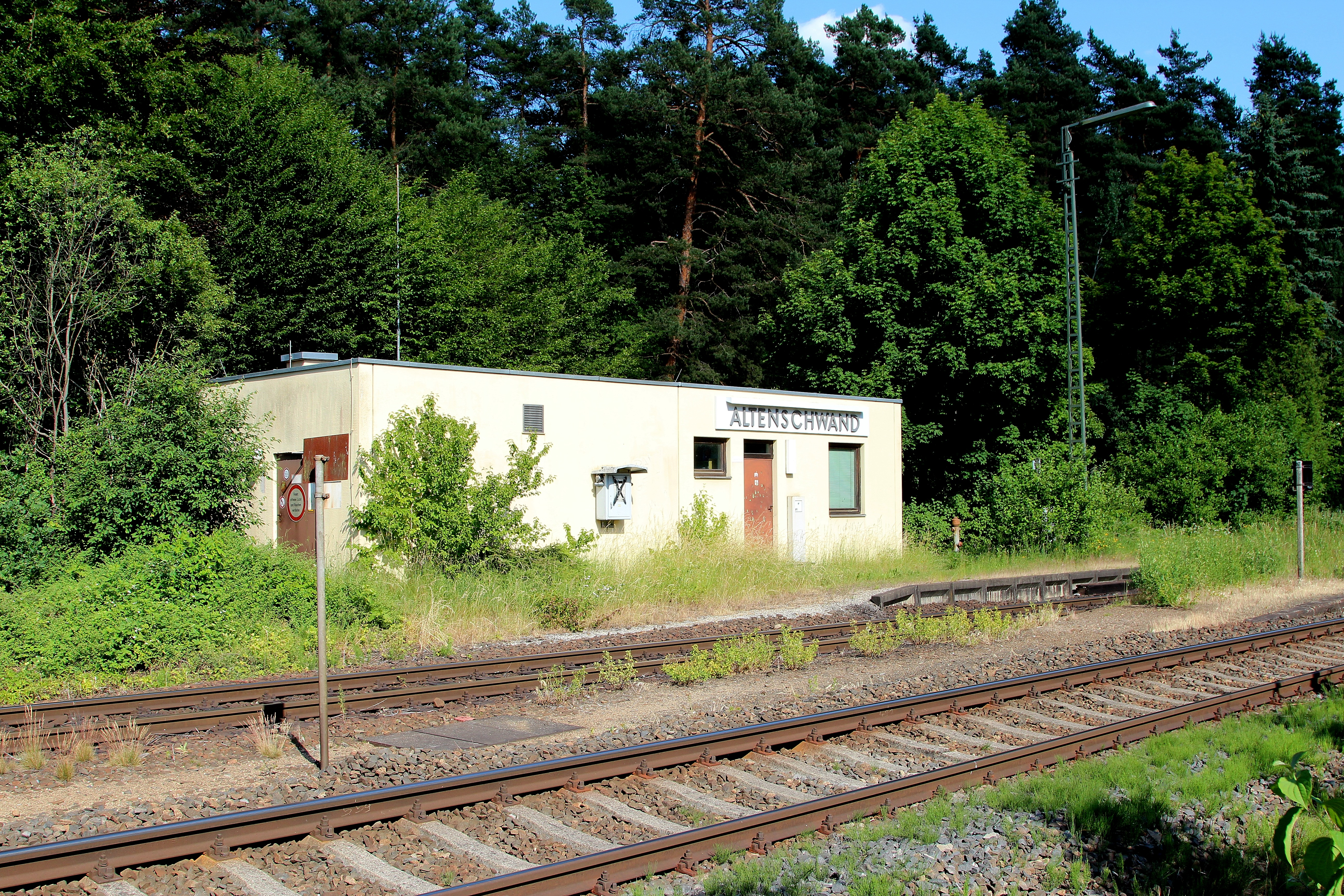
Ehemaliger Bahnhof Altenschwand (2017)
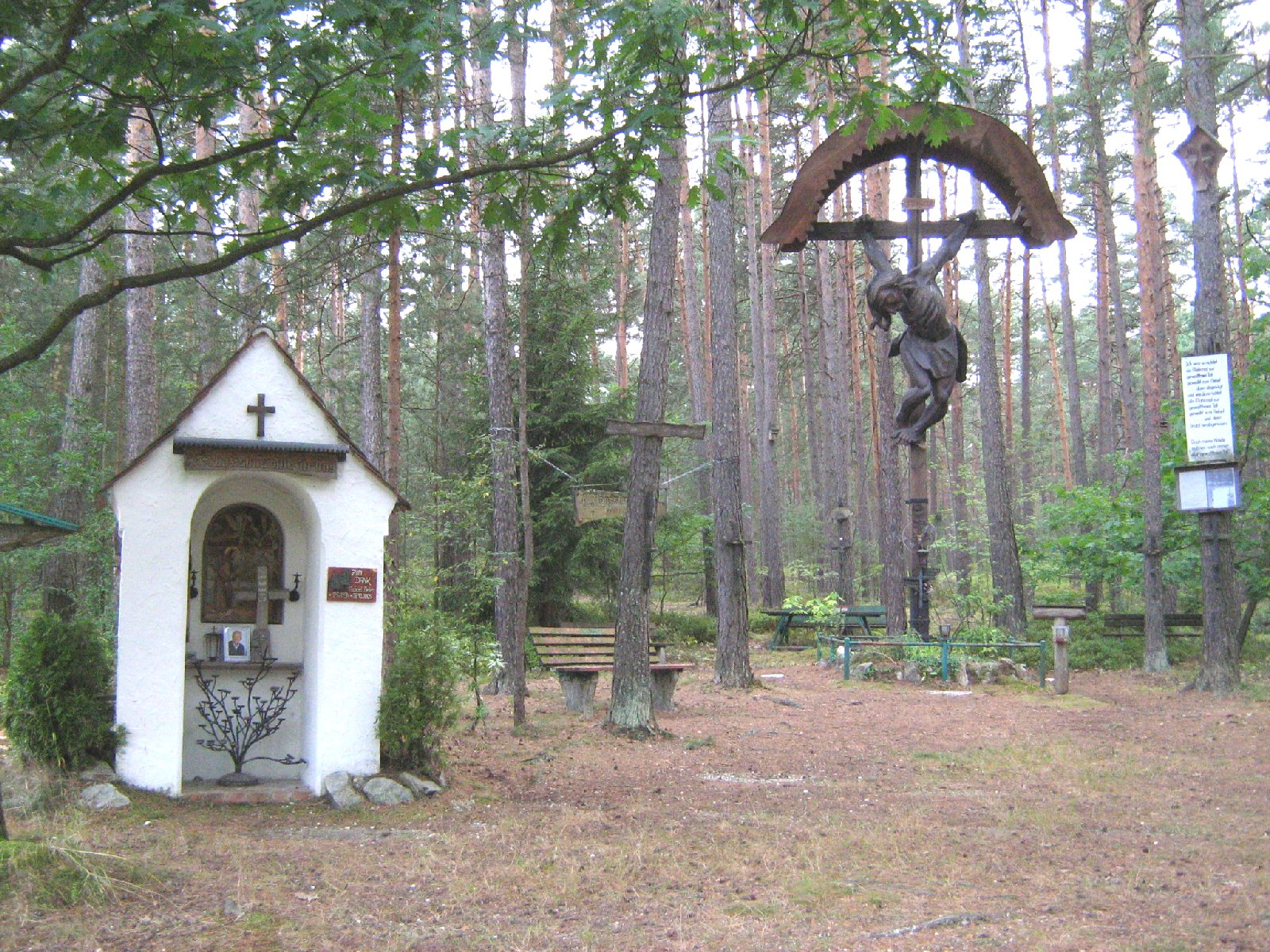
Franziskus-Marterl mit dem „Kreuz von Wackersdorf“

## Verkehr
Der Betriebsbahnhof Altenschwand liegt an der Bahnstrecke Schwandorf–Furth im Wald. Bis 2001 hielten hier Reisezüge. Inzwischen passieren die Züge den Ort ohne Halt. Altenschwand liegt an der Kreisstraße SAD 18 und der Bundesstraße .

## Persönlichkeiten
- Michael Meier (1934–2005), Landwirt und Umweltaktivist; Kläger gegen die Wiederaufarbeitungsanlage Wackersdorf und WAA-Grundstücksanlieger. Der arbeitslose Nebenerwerbslandwirt weigerte sich, sein Grundstück an die WAA-Betreiberfirma zu verkaufen, obwohl diese ihm Millionen dafür bot. 1985 reichte er als einziger von acht Anliegern der geplanten WAA Klage vor dem Bayerischen Verwaltungsgerichtshof ein.[10] 1988 gewann Meier den Prozess und der Bebauungsplan für die WAA wurde für ungültig erklärt.[11] Das Franziskus-Marterl wurde auf seinem Grundstück errichtet.